# Ácido meclofenámico
El ácido meclofenámico es un medicamento antiinflamatorio no esteroideo del grupo de los fenamatos. Es un analgésico indicado para el tratamiento del dolor leve o moderado, como antiinflamatorio y antipirético, siendo efectivo para reducir el número de articulaciones dolorosas, reduce la rigidez matutina y aumenta la fuerza de aprehensión en pacientes con artritis reumatoide, osteoartritis y otras enfermedades reumáticas. El mecanismo por el cual disminuye el dolor asociado a inflamaciones permanece en estudio, aunque se piensa que está relacionado con la capacidad del fármaco de inhibir la síntesis de prostaglandinas.

## Efectos adversos
En octubre de 2020, la Administración de Drogas y Alimentos de los EE. UU . (FDA) requirió que la etiqueta del medicamento se actualizara para todos los medicamentos antiinflamatorios no esteroides para describir el riesgo de problemas renales en los bebés por nacer que resultan en un nivel bajo de líquido amniótico. Recomiendan evitar los AINE en mujeres embarazadas a las 20 semanas o más tarde del embarazo.